# Imen Houimel
Imen Houimel (arabe : إيمان هويمل), de son nom complet Imen Zahouani Houimel (arabe : إيمان الزهواني هويمل), est une femme politique tunisienne. Elle est ministre de la Femme, de la Famille et des Seniors de 2020 à 2021.

## Biographie

### Études
Imen Houimel possède un diplôme de premier cycle en sciences économiques de la faculté de droit et des sciences économiques de l'université de Tunis et un diplôme de fin d'études de la direction du travail de l'Institut national du travail et des études sociales, obtenu en 1988. Elle est également énarque.

### Carrière professionnelle
En 1995, elle devient cheffe de service chargée de la promotion de la productivité à la direction des salaires du ministère des Affaires sociales, puis occupe d'autres fonctions au sein du même ministère : elle est nommée sous-directrice des négociations collectives à la direction générale du travail en 2000, directrice des relations avec les structures de la sécurité sociale et des affiliés en 2006 puis directrice générale de la coopération internationale dans le secteur de la migration en 2015.
Entre mars 2012 et octobre 2015 puis entre juillet 2017 et août 2018, elle travaille au ministre de la Femme, comme directrice générale de la femme et de la famille, et chargée de mission au cabinet de la ministre. Entre 2013 et 2015, elle participe à ce titre à l'élaboration de la loi sur la lutte contre les violences visant les femmes.
De 2018 à sa nomination ministérielle, elle est coordinatrice de programme du bureau de l'Organisation internationale du travail.
Elle a été membre du Comité des droits de l'homme et des libertés et de plusieurs commissions techniques portant sur la sécurité sociale et la santé. En 2012, elle devient secrétaire générale de l'Association tunisienne d'aide aux sourds. Elle appartient enfin au comité directeur de l'Association des anciens de l'Institut de défense nationale et à celui de l'Association des amateurs de la Bibliothèque nationale.

### Ministre de la Femme, de la Famille et des Seniors
Le 2 septembre 2020, elle est nommée ministre de la Femme, de la Famille et des Seniors dans le gouvernement de Hichem Mechichi.
Le 4 décembre de la même année, la députée Abir Moussi réclame sa démission après une polémique. À l'Assemblée des représentants du peuple, le député Mohamed Affes a en effet prononcé la veille un discours misogyne, affirmant par exemple que « les femmes célibataires sont soit des violées soit des prostituées », sans qu'Imen Houimel ne réagisse,.